# Time in Place
Time in Place è il terzo album in studio del chitarrista statunitense Mike Stern. Fu pubblicato nel 1988 dalla Atlantic Records.

## Tracce
1. Gossip (Mike Stern) - 5:56
2. Time in Place (Mike Stern) - 5:37
3. Before You Go (Mike Stern) - 5:30
4. No Notice (Mike Stern) - 6:37
5. After All (Mike Stern) - 7:33
6. Four Shades (Mike Stern) - 5:00
7. Chromazone (Mike Stern) - 7:43

## Formazione
- Mike Stern - chitarra
- Bob Berg - sassofono tenore e soprano
- Michael Brecker - sassofono tenore in "Gossip" e "Chromazone"
- Jim Beard - tastiere
- Jeff Andrews - basso elettrico e fretless
- Peter Erskine - batteria
- Don Alias - percussioni
- Don Grolnick - organo in "No Notice"